# Asosa (woreda)
Pour les articles homonymes, voir Asosa (homonymie).
Asosa est un woreda de la région Benishangul-Gumuz en Éthiopie.
La principale ville de ce woreda est Asosa. Le point culminant est le mont Bange.
Selon les estimations de 2005 de l'Agence Centrale de la Statistique éthiopienne (CSA), le woreda Asosa comptait 102 732 habitants (53 340 hommes et 49 392 femmes) dont 20 226 (19,69 %) résident en ville. Avec une superficie de 1 991 km2[réf. souhaitée], le woreda a une densité de 51,6 habitants par km2.
Le woreda a 104 147 habitants au recensement de 2007.
En 2020, sa population est estimée par projection des taux de 2007 à 120 034 personnes.